# جاسبر فـان دير هايدن
جاسبر فـان دير هايدن هو لاعب كرة قدم بلجيكي في مركز مركز الجناح ‏، ولد في 3 يوليو 1995 في بلجيكا. شارك مع منتخب بلجيكا تحت 18 سنة لكرة القدم. أما مع النوادي، فقد لعب مع ليرس.

## وصلات خارجية
- جاسبر فـان دير هايدن على موقع قاعدة بيانات كرة القدم.إي يو (الإنجليزية)
- جاسبر فـان دير هايدن على موقع Soccerway.com (الإنجليزية)